# Gancio di trazione S-A3
Il gancio di trazione S-A3 è un tipo di accoppiamento di mezzi ferroviari pesanti utilizzato principalmente, ma non esclusivamente, in Russia e in altri stati dell'ex Unione Sovietica, soprattutto per treni merci.

## Storia
Le ferrovie in Russia utilizzavano respingenti europei (britannici) e ganci a catena fin dall'inizio. Questi accoppiamenti avevano tre limitazioni principali. In primo luogo il carico trainabile era limitato. In secondo luogo, il collegamento manuale dei carri era lento e faticoso, poi il tipo di collegamento a respingenti poteva produrre spinte laterali notevoli con logorio delle ruote dei carri e rischi di deragliamento in condizioni particolari.
Una opzione era quella di copiare il gancio Janney AAR, come fece il Giappone (1922), l'Australia (1915) e come altri paesi stavano cominciando a fare, oppure inventare qualcos'altro. 
I sovietici avevano importato molti materiali e tecnici durante vari piani quinquennali negli anni trenta. Alla fine hanno scelto il S-A3, da loro creato sulla base del gancio Willison (inglese), anche se l'adozione è stata ritardata dalla seconda guerra mondiale.
Il gancio Willison è stato brevettato da John Willison di Derby, in Inghilterra. È stato registrato nel 1910 e approvato negli USA (1916), e in Germania. L'azienda Knorr ha acquistato il brevetto, ed ha cominciato ad essere utilizzato in Germania per alcuni treni pesanti, e in alcuni treni suburbani a Parigi. L'Unione Sovietica aveva bisogno di un nuovo gancio di trazione semiautomatico ed ha deciso di partire da questo.

## Sperimentazione
Alla fine degli anni venti, l'UIC aveva istituito un gruppo di lavoro per la sostituzione del gancio a respingenti e catena, che limita l'efficienza delle ferrovie merci in modo rilevante. Molte ferrovie hanno eseguito prototipi. In Germania, i convogli di carbone con i ganci Scharfenberg hanno dato cattivi risultati col clima invernale, altre ferrovie hanno effettuato test simili. Ma l'UIC non è stata in grado di concordare un modello in sostituzione. Questo fallimento dell'UIC, che ostacola ancora oggi il trasporto di merci in Europa, ha portato alla decisione dell'Unione Sovietica di andare avanti autonomamente nella sua soluzione.
Il gancio è stato nominato SA-3 (abbreviazione dal russo Советская автосцепка, 3 й вариант, (Sovietico Automatico Variante 3), è una versione migliorata del gancio Willison, con una migliore progettazione delle parti di bloccaggio e nella meccanica. Questo tipo di gancio accoppiatore è stato standardizzato per le ferrovie dell'Unione Sovietica in uso dopo la seconda guerra mondiale.

## Uso del giunto
Le locomotive di supporto a spinta in coda al treno erano raramente utilizzate nei paesi dell'ex Unione Sovietica nei treni merci. Il carico trasportato sulle linee non è pesante quanto sulle ferrovie americane. Ciò è dovuto al sistema di elettrificazione a 3 kV DC. La maggior parte della linea di alimentazione elettrica ferroviaria dell'ex Unione Sovietica è a 3 kV DC, e questo (ad eccezione di alcune linee intorno a Mosca) non consente una erogazione di potenza superiore a circa 6.000 kW (8.046 CV) per sezione elettrica (una locomotiva ha una potenza da 3.000 a 6.000 kW cioè da 4,023 a 8,046 CV). Queste limitazioni erano una incognita per gestioni più pesanti, questi dubbi sono stati poi ampiamente superati dal successo dei ganci in trazioni multiple con locomotive diesel in Siberia.
Sebbene il gancio SA-3 sia utilizzato principalmente nei paesi dell'ex Unione Sovietica, adottanti lo scartamento largo russo, sono visibili nelle stazioni di trasbordo, ai confini orientali dell'Unione Europea (Polonia, Slovacchia e Ungheria). Poiché la tecnologia del cambio di scartamento dei carri è migliorata, ciò consente ai carri con gancio SA-3 di funzionare regolarmente anche sulle linee a scartamento standard. In caso di formazione mista può essere inserito un "carro convertitore speciale" per connettere carri con gancio S-A3 a carri con gancio a respingenti e catena. Questi carri hanno giunti diversi su entrambi i lati. Anche se questi carri di "connessione" (colorati in azzurro quelli delle ferrovie merci della "Slovacchia Cargo") sono di fatto normali carri merci viaggiano sempre vuoti e svolgono appunto solo il ruolo di connettori.
Se il veicolo dotato del S-A3 mantiene i suoi respingenti, un adattatore speciale consente a quel veicolo di accoppiarsi ad un altro veicolo dotato di respingenti e catena, a condizione che i respingenti abbiano la stessa distanza o calibro. Questo sembra essere fatto in Iran.
Sulla linea a scartamento largo russo Uhhorod-Košice in Ucraina, di cui la maggior parte si trova in territorio slovacco, vengono utilizzati esclusivamente giunti S-A3. La ferrovia viene utilizzata per il trasporto di minerali e carbone da Kryvyi Rih, Ucraina all'acciaieria U. S. Steel di Košice, ed il carbone alla centrale termoelettrica di Vojany.
I treni pesanti per minerali di ferro sul Malmbanan svedese hanno cominciato a utilizzare gli accoppiamenti S-A3 nel 1969, dopo i problemi avuti con gli accoppiatori a catena e la necessità di aumentare drasticamente la capacità di trasporto. Oggi i locomotori IORE trainano treni di 68 carri di 120 tonnellate con un peso totale di oltre 8.000 tonnellate su gradienti di 10 per-mille (1%) in condizioni ambientali molto dure, dalla miniera LKAB di Kiruna al porto di Narvik, che in inverno resta libero dai ghiacci, in Norvegia, usando ganci del tipo S- A3 senza alcun problema. Prima furono anche provati i giunti Janney AAR, con carichi oltre le 8.000 tonnellate, dato che appunto non si aveva esperienza con tali carichi con gli S-A3, poi testati con pieno successo.
Il treno più lungo e più pesante con gli accoppiamenti S-A3 si è avuto il 20 febbraio 1986 da Ekibastuz agli Urali, Unione Sovietica. La composizione consisteva di 439 carri di carbone e di diverse locomotive diesel distribuite lungo il treno, con una massa totale trasportata di 43.400 tonnellate e una lunghezza totale di 6.5 chilometri.

## Previsioni
Il nuovo gancio di trazione C-Akv (europeo) è basato sul giunto S-A3, con la funzionalità estesa di connessione integrata automatica dell'aria per i freni, ed elettrica per i servizi. E stata inoltre aumentata la stabilità verticale del gancio, in modo che rimanga meglio in posizione allineata.
È compatibile con il gancio S-A3, e avrà dotazioni aggiuntive per l'utilizzo con i ganci a respingenti e a catena, nel lungo periodo di transizione.